# Dunet dueurt
Dunet dueurt (Epilobium parviflorum) er en flerårig, 30-80 centimeter høj plante i natlys-familien. Arten ligner lådden dueurt, men den er mindre, med kortere kronblade, der har en længde på 7-11 millimeter. Planten er håret med ens lange hår og kun kirtelhåret foroven.
I Danmark er dunet dueurt almindelig ved søer, vandløb og kær.